# Territorio de Sierra Gorda
Sierra Gorda fue un territorio federal de México. El territorio existió entre 1853 y 1857.

## Historia
El territorio fue establecido por el presidente Antonio López de Santa Anna, y consistió en la Sierra Gorda, que forma parte de la Sierra Madre Oriental. Los estados de Querétaro, San Luis Potosí y Guanajuato tuvieron que ceder parte de sus áreas para crear el territorio. La capital era San Luis de la Paz, y comprendía las municipalidades de San José Iturbide, Victoria, Santa Catarina, Tierra Blanca, Xichú, Atarjea, San Ciro de Acosta, Tierranueva y San Luis de la Paz.
Con la proclamación de la Constitución de 1857, dos años después de la caída de Santa Anna, fue disuelto el territorio.